# ويليام دوكت
ويليام دوكت هو سياسي كندي، ولد في 12 فبراير 1825 في مونتريال في كندا، وتوفي في 19 سبتمبر 1887. نشط حزبياً في Conservative Party of Quebec (historical) ‏. وقد انتخب عضو الجمعية الوطنية في كيبك ‏.